# Кес Тен Кате
Цезар Герман «Кес» Тен Кате (нід. Caesar Herman ten Cate; 20 серпня 1890, Нгаві, Голландська Ост-Індія — 9 червня 1972, Амстердам) — нідерландський футболіст, гравець клубу «Конінклейке ГФК» з Гарлема. Бронзовий призер Олімпійських ігор 1912 року в Швеції зі збірною Нідерландів.
Народився в Нгаві (провінція Джава Тімур) у голландській Ост-Індії, але незабаром переїхав до Нідерландів.
На Олімпійських іграх грав на позиції центрального нападника в матчах проти Швеції (4:3), Австрії (3:1) і Данії (1:4). Забив третій гол у ворота Австрії. Більше за збірну не грав.
Працював секретарем у компанії Deli Maatschappij у Медані. Помер у віці 81 року в Амстердамі.

## Титули і досягнення
- Бронзовий призер Олімпійських ігор (1):

Нідерланди: 1912

## Статистика

### Статистика виступів за збірну
| Дата      | Місто           | Господарі  | Результат | Гості      | Турнір                 | Голи | Примітки |
| --------- | --------------- | ---------- | --------- | ---------- | ---------------------- | ---- | -------- |
| 29-6-1912 | Стокгольм       | Швеція     | 3 – 4     | Нідерланди | ОІ 1912 - Перший раунд | -    |          |
| 30-6-1912 | Сульна (комуна) | Нідерланди | 3 – 1     | Австрія    | ОІ 1912 - 1/4 фіналу   | 1    |          |
| 2-7-1912  | Стокгольм       | Нідерланди | 1 – 4     | Данія      | ОІ 1912 - Semifin.     | -    |          |
| Усього    |                 | Матчів     | 3         |            | Голів                  | 1    |          |